# Torbjörn Johansson (teolog)

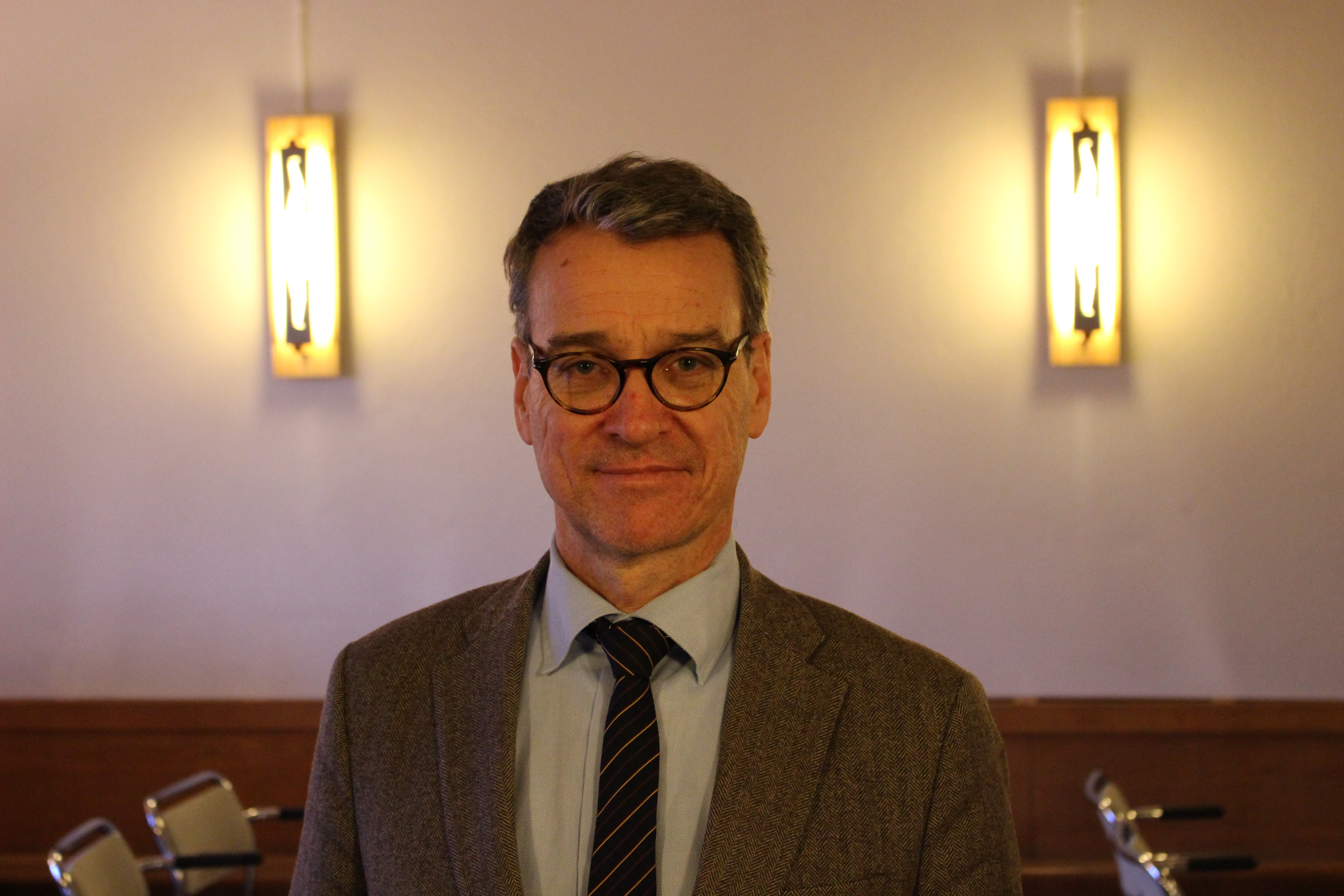
Torbjörn Johansson i december 2018

Torbjörn Johansson, född 1967, är en svensk teolog.
Johansson blev, efter studier i teologi och religionsvetenskap vid Göteborgs universitet, teologie kandidat 1993. Han disputerade i systematisk teologi vid Lunds universitet 1999 på en avhandling Reformationens huvudfrågor och arvet från Augustinus. En studie i Martin Chemnitz Augustinusreception, som handlar om reformatorernas bruk av kyrkofäderna och anspråket på re-formation.
Johansson har varit anställd på Församlingsfakulteten i Göteborg sedan 1993. Han var studieledare 1993–1996, adjunkt i dogmatik 1997–1999 och blev lektor 1999. Johansson undervisar i systematisk teologi och latin. Han är sedan 2014 även rektor. Han var lärare i latin vid LM Engströms gymnasium 1999–2001.